# Aha
Aha (más néven Felsőaha, régiesen Felső-Ohaj, szlovákul: Horný Ohaj) Verebély városrésze Szlovákiában, a Nyitrai kerületben, a Nyitrai járásban.

## Nevének eredete
Puszta személynévből alakult magyar névadással.

## Fekvése
Nyitrától 20 km-re délkeletre, a Zsitva bal partján fekszik.

## Élővilága

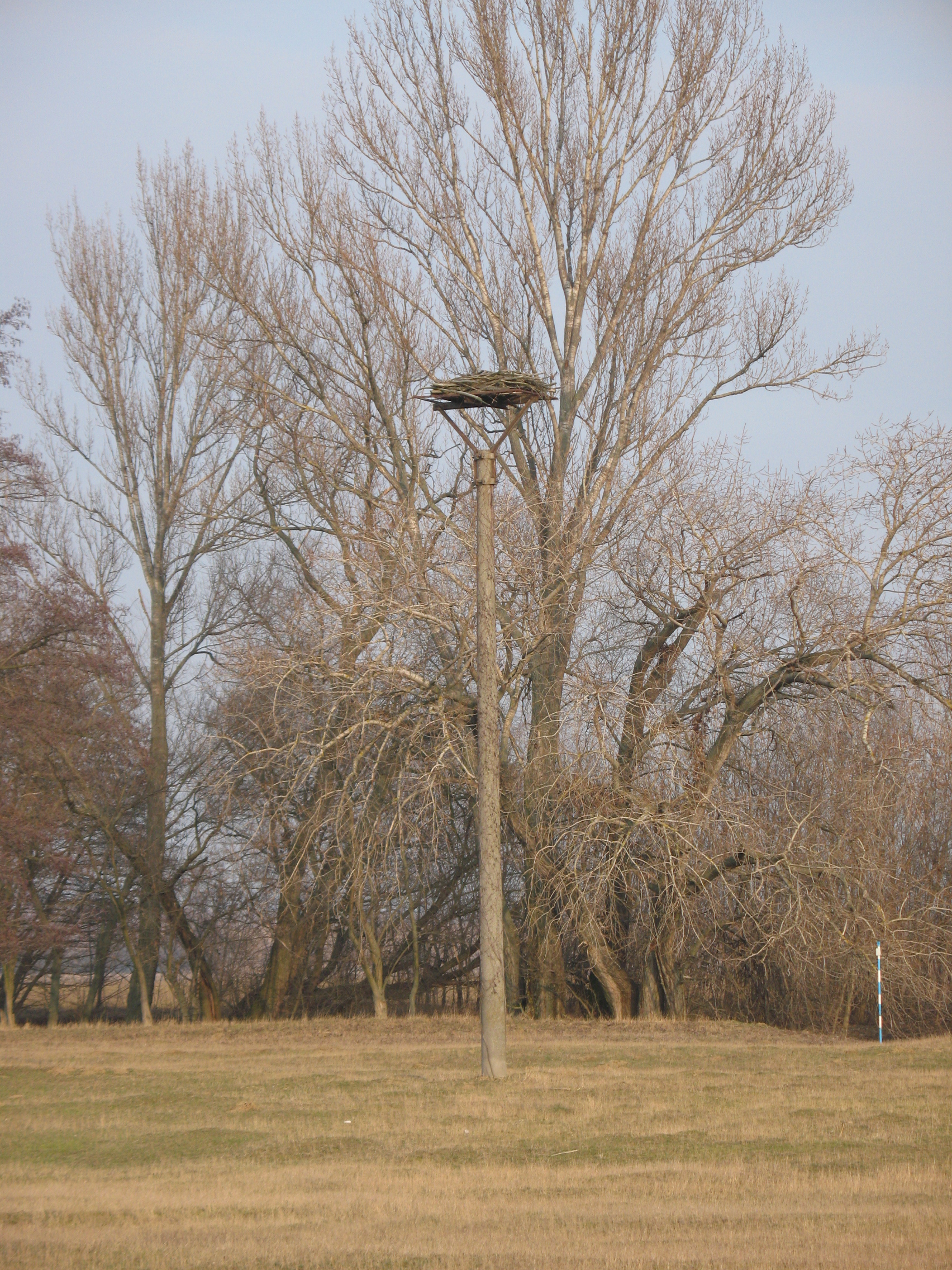

2002-ben egy gólyafészek-alátétet helyeztek el a Zsitva partján. 2012-ben 4 gólyafiókát számoltak össze benne.

## Története
A régészeti leletek tanúsága szerint a határában található Sirocsina-patak partján már  a 11.–13. században is éltek emberek. Területén 1965-ben Árpád-kori érme került elő.
A mai települést 1265-ben az esztergomi káptalan és András banai ispán közti vitás birtokrész felőli megegyezésben említik először Aha alakban. 1319-ben az esztergomi káptalan elcseréli Acha falut (Monkad, Dusnuk és Haraschan földekkel együtt) az esztergomi érsek Bars vármegyei tizedeinek fejében, kivéve Verebély, Tild, Susol-i Szentkereszt és Gyarmat tizedeit.
1564-ben az adóösszeírás szerint 4 portáig adózott. 1569-ben 15 jobbágytelke adózott összesen 6 forintot Szent András ünnepnapján. 1570-ben 6 háztartásban 25 fejadófizetőt jegyeztek fel a településen. 1571-ben az érsekújvári uradalomhoz tartozott. 1572-ben 8 portáját írták össze, 1573-ban 12 akó bort adózott. 16 lakott, 5 lakatlan és 7 jobbágytelke volt. Az esztergomi érsekség birtokán 1597-ben végeztek kárfelmérést. 1599-ben a falut felégette a török, elhajtott 63 marhát is, de a lakosság újjáépítette a települést. 1618-ban újra elfoglalta a török és egészen kiűzésükig a hódoltság része volt. 1664-ben 52 háztartásban 81 fejadófizető személyt jegyeztek fel. 1720-ban malmot, kocsmát, húskimérést és 36 adózót említenek a településen, melyben ekkor kovácsműhely is működött. Egyre nagyobb méreteket öltött a szőlőtermesztés. 1828-ban 95 házában 670 lakos élt, akik főként mezőgazdasággal, szőlőműveléssel foglalkoztak. A községben 1852-ben épült az első iskola, a régi iskolaépület 1879-ből származik.

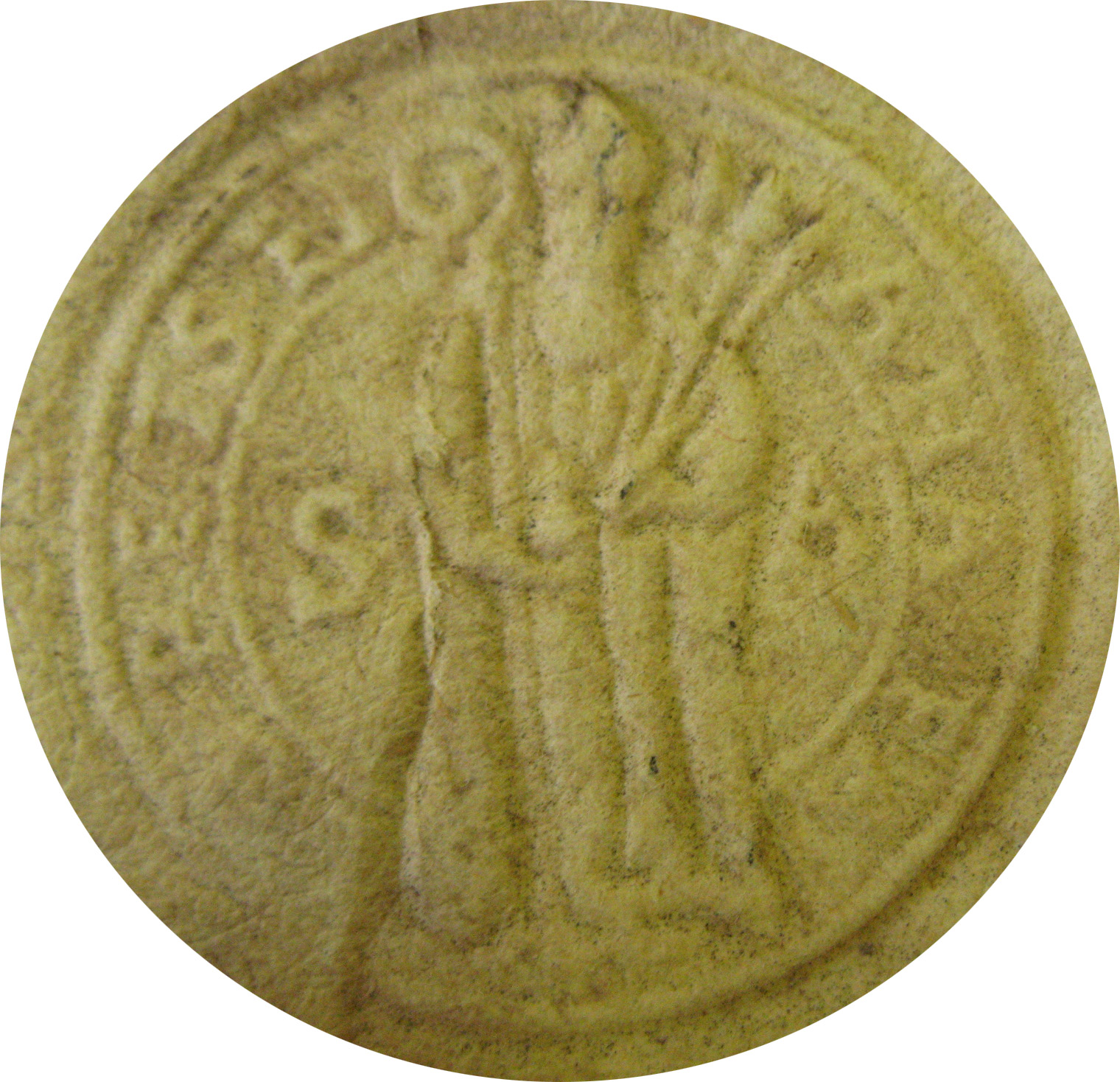
A község egykori pecsétjének lenyomata egy 1698-ból származó iraton (Nyitraivánkai levéltár, Verebélyi predialisták iratai)

Vályi András szerint "AHA. totúl Ohaj. Elegyes tót falu Bars Vármegyében, földes Ura az Esztergomi Érsekség, lakosai katolikusok, fekszik a’ Verebélyi Uradalomban, közel a’ Városhoz helyheztettetve, határja síkos, jó, és termékeny, elegendő legelője saját határjában, szőlő hegyei bővelkednek gyümöltsös fákkal, tűzi fája elég, vad gyümöltsöknek szedéséböl is pénzt keresnek némellyek lakosai közzűl; helyben malma, terméseinek, ’s egyéb vagyonnyainak eladására alkalmatossága a’ Bánya, és szomszéd mező Városokban, melly nevezetes javakkal bővelkedvén, az első Osztályba helyheztettetett."
Fényes Elek szerint "Aha, (Ohaj), magyar-tót falu, Bars vgyében, a Zsitva partján; 663 kath. lak. Van jó buzája, bora, gyümölcse, szénája, erdeje, vizimalma. F. u. az esztergomi érsek. Verebélyhez 1 1/4 mfd."
Bars vármegye monográfiájában "Aha. Zsitvavölgyi magyar kisközség. Az oklevelek már 1265-ben említik. 1319-ben Tamás esztergomi érsek kapja cserébe az esztergomi káptalantól, mely tehát a legrégibb ismert birtokosa. A verebélyi érseki székhez tartozott és egyike volt az 1618-ban a törököknek behódolt bars-megyei községeknek, a mikor az ide vonatkozó oklevelekben Acha alakban van megnevezve. Az 1657-iki összeirás 13 elpusztult telket talált itt. Lakosai róm. katholikusok, számuk 719, de templom nincs a faluban. A község postája, távirója és vasúti állomása Verebély."
A trianoni békeszerződésig kisközségként Bars vármegye Verebélyi járásához tartozott. 1938 és 1945 között újra Magyarország része.
1975. január 1. óta Verebélyhez tartozik. Az 1970-es évek végén épült a kultúrház.

## Népessége
1880-ban 679 lakosából 569 magyar, 60 szlovák, 13 német anyanyelvű és 37 csecsemő; ebből 660 római katolikus, 15 zsidó, 2 evangélikus és 2 egyéb vallású.
1890-ben 689 lakosából 663 magyar, 24 szlovák és 2 német volt.
1900-ban 719 lakosából 680 magyar, 34 szlovák és 5 német.
1910-ben 785 lakosa mind magyar.
1921-ben 833 lakosából 731 magyar és 102 csehszlovák volt.
1930-ban 897 lakosából 737 magyar és 160 csehszlovák volt.
1941-ben 837 lakosából 834 magyar, 2 szlovák és 1 egyéb nemzetiségű.
1970-ben Felsőaha 746 lakosából 547 magyar, 197 szlovák és 1-1 cseh és ukrán-ruszin volt.
2001-ben Verebély 9493 lakosából 8857 szlovák és 445 magyar volt.
2011-ben Verebély 8970 lakosából 8318 szlovák, 339 magyar, 52 cseh és 237 ismeretlen nemzetiségű.

## Híres emberek
- Itt született 1937. január 18-án Jókai Mária néprajzkutató, pedagógus, a zoboralji falvak kutatója. Munkásságát 2009-ben a Magyar Királyi Szent László Lovagrend Lovagi Vaskeresztjével tisztelték meg.

## Nevezetességei

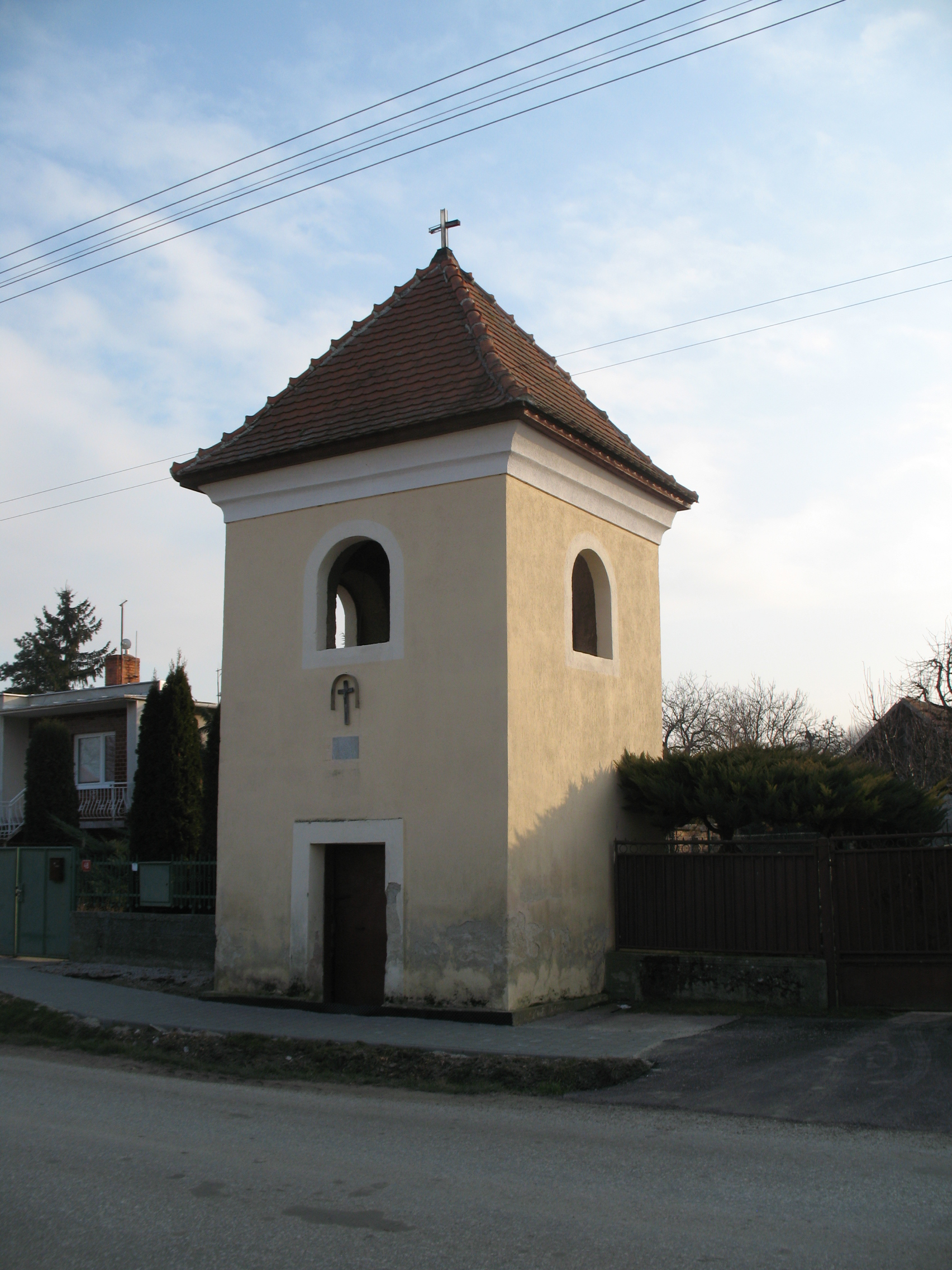
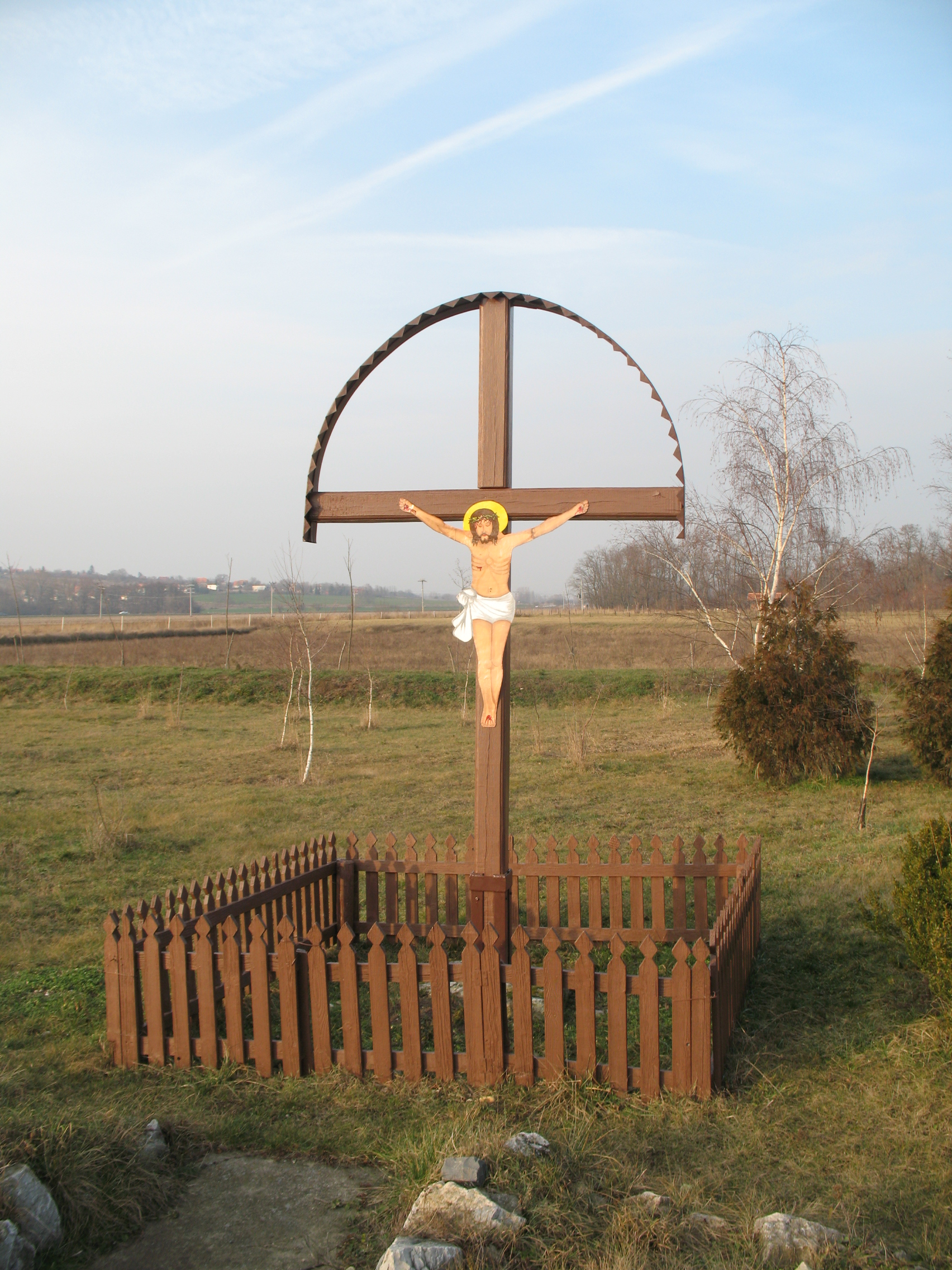
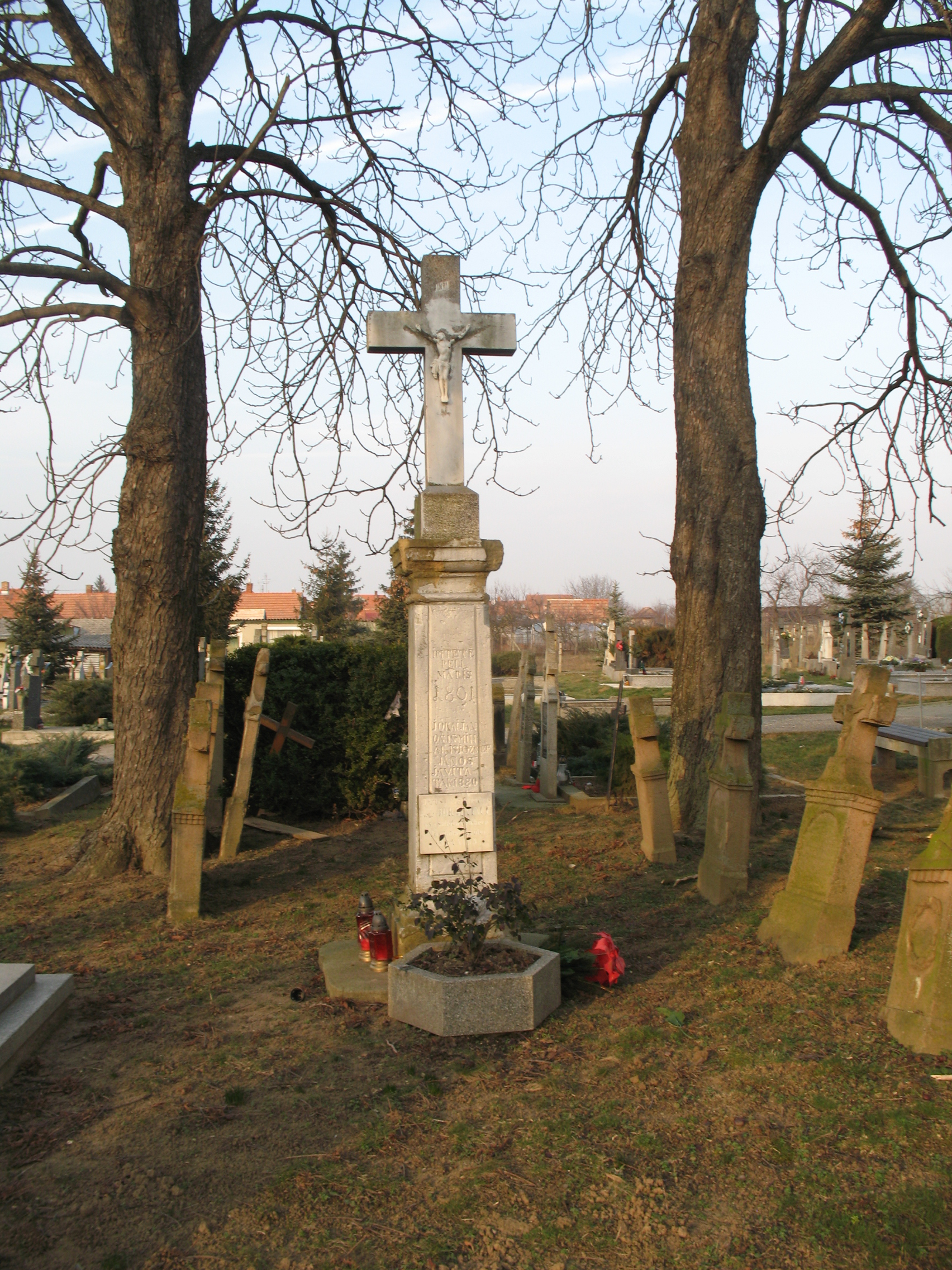
Temetőkereszt, 1801
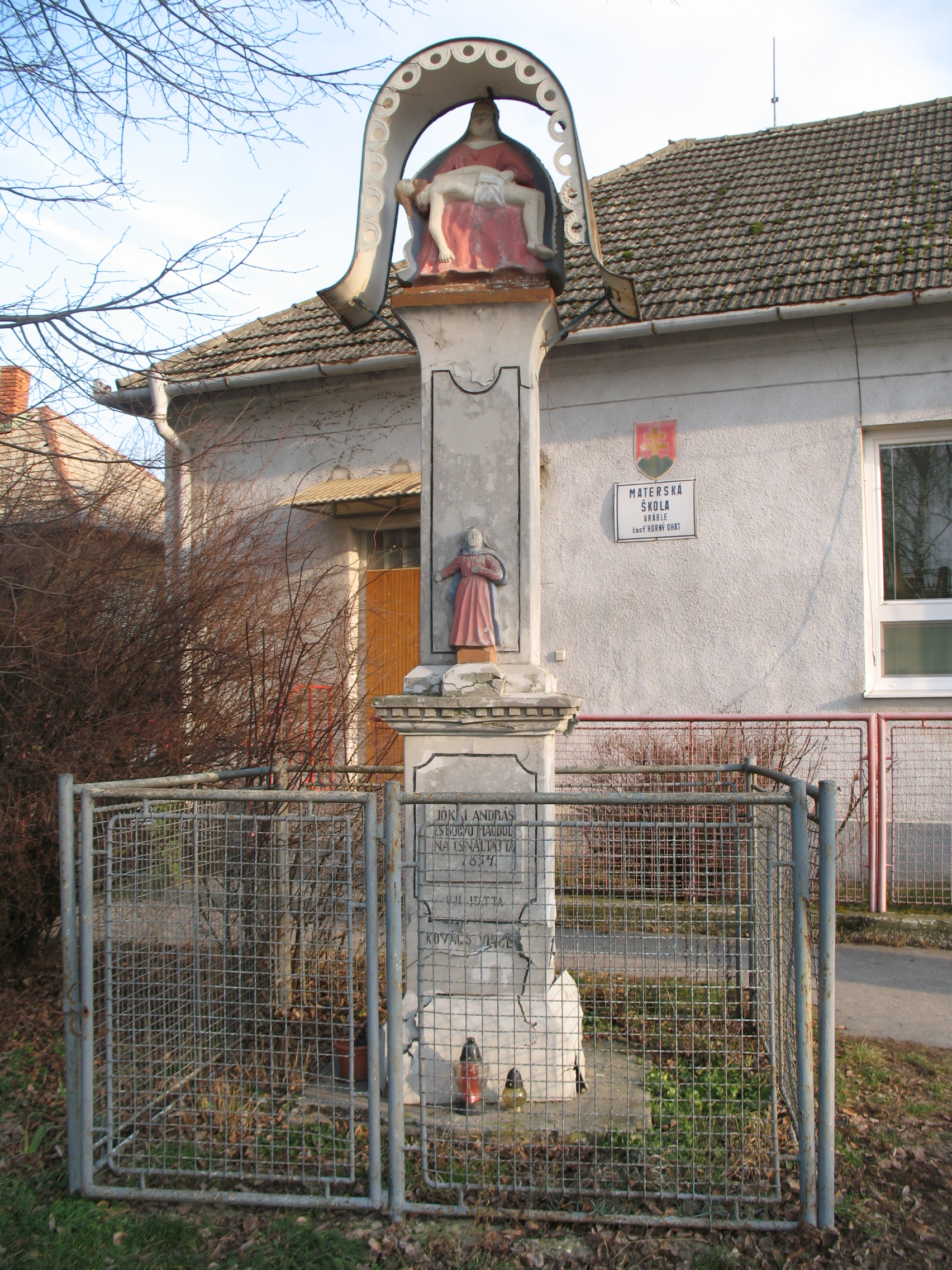
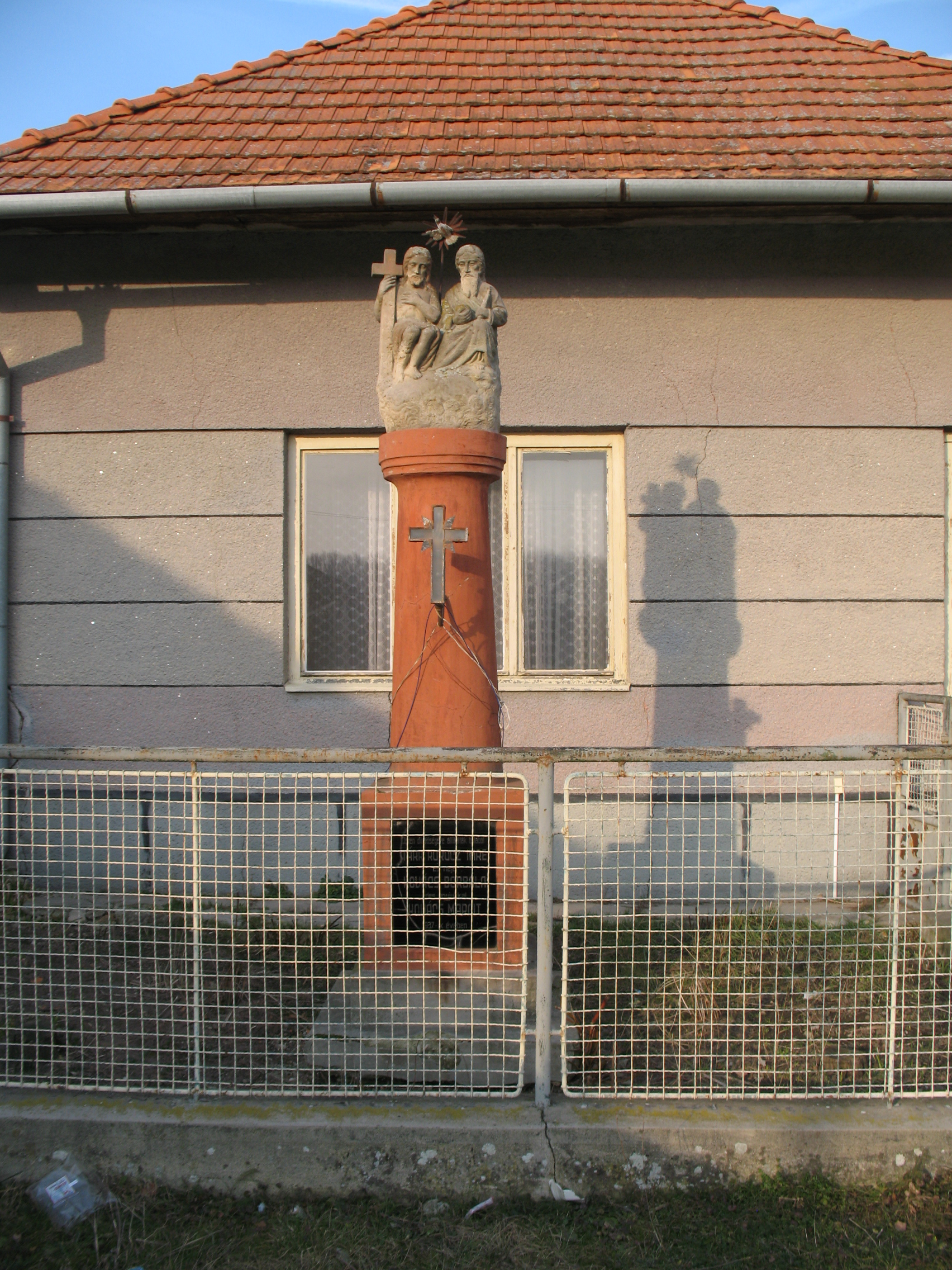
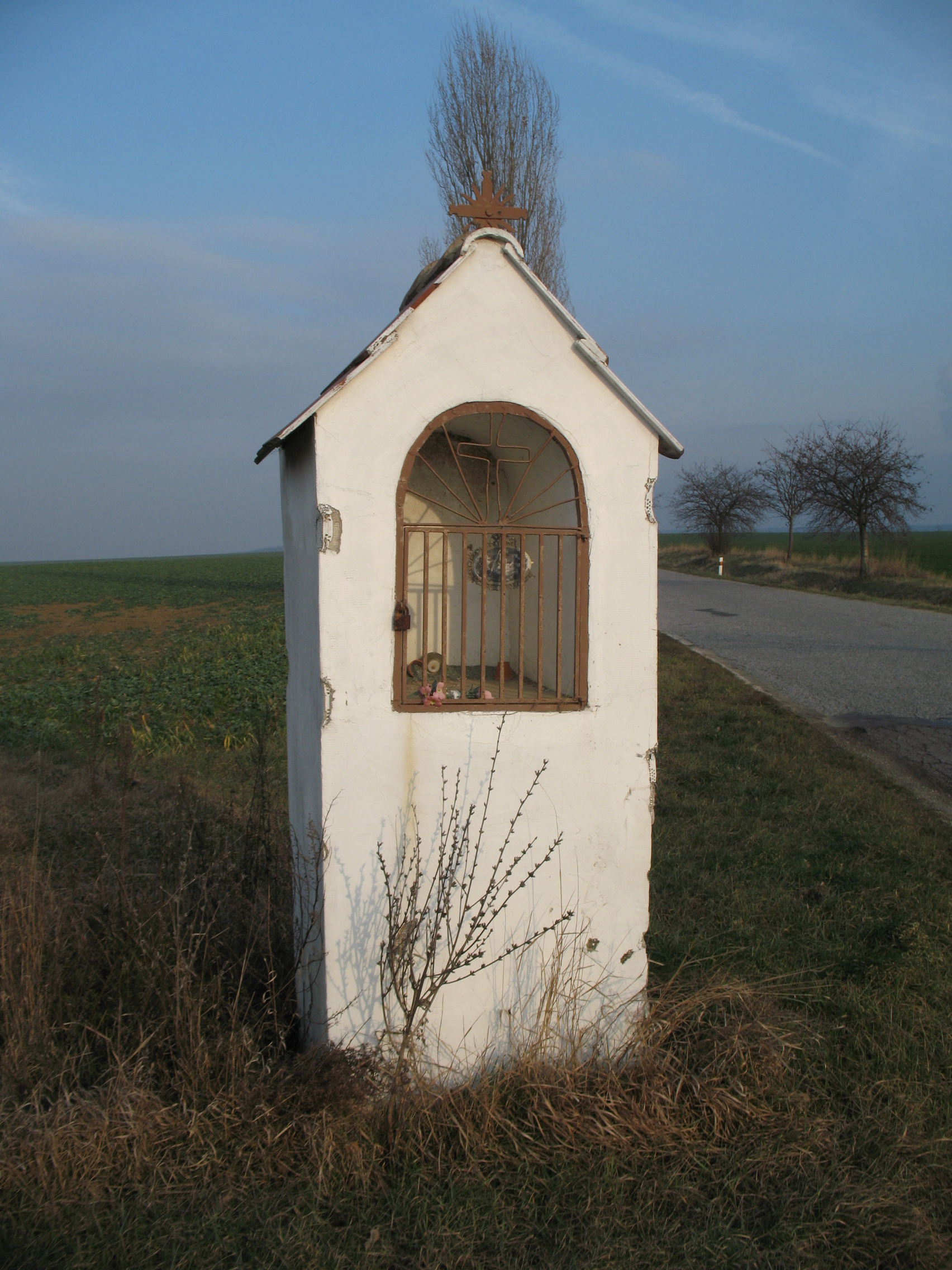

- Szent Imre herceg tiszteletére szentelt, római katolikus temploma 1749-ben épült barokk stílusban. 1958-ban kereszthajóval bővítették.
- A szőlőhegy elején álló Szent Orbán-kápolnát 1867-ben emelték. Legutóbb 1998-ban renoválták.
- A falu központjában álló haranglábat 1878-ban készítették.
- A Néved felé vezető út mellett, a 18. századból származó, késő barokk stílusban készült képoszlop található.
- Másik képoszlopa a Néved és Tajnasári felé vezető utak kereszteződésénél áll, a 19. század első felében épült klasszicista stílusban.
- A volt iskola előtt álló kőből faragott Pieta-szoborcsoport 1854-ben készült.
- A Néved felé vezető út mellett, 1848-ban Jókai Mihály egy kőkeresztet állíttatott – a helyi lakosok között élő szájhagyomány szerint – vagy a magyar szabadságharc vagy valamilyen kisebb ütközet emlékére. Helyén a község lakosai 1990-ben új keresztet állíttattak.